# Gewog de Kurtoe
Le gewog de Kurtoe (dzongkha : ཀུར་སྟོད་ ) est un gewog, c'est-à-dire un groupe de villages, situé dans le district de Lhuntse au Bhoutan,. Il est habité par des locuteurs de la langue kurtöp.